# Colias thisoa
Colias thisoa é uma borboleta da família Pieridae. Ela é encontrada nas montanhas do Cáucaso, Transcaucásia, centro da Ásia, sul da Sibéria, na Turquia e no Irão. O habitat consiste em prados de montanha húmidos.
As larvas se alimentam de Astrágalo.

## Subespécies
- Colias thisoa thisoa
- Colias thisoa strandiana Sheljuzhko, 1935
- Colias thisoa shakuhensis Sheljuzhko, 1935
- Colias thisoa aeolides Grum-Grshimailo, 1890
- Colias thisoa urumtsiensis Verity, 1909
- Colias thisoa irtyschensis Lukhtanov, 1999
- Colias thisoa nikolaevi Korshunov, De 1998